# 新里普尼夫
49°59′50″N 24°30′33″E / 49.99722°N 24.50917°E
新里普尼夫（烏克蘭語：Новий Ріпнів），是烏克蘭西部的村莊，隸屬利維夫州的佐洛奇夫區。該村面積0.78平方公里，海拔高度239米，2001年人口206，人口密度每平方公里265.46人。